# Domácí péče
Domácí péče je český film z roku 2015, celovečerní debut režiséra Slávka Horáka, který také napsal scénář. Film pojednává o zdravotní sestřičce Vlastě (Alena Mihulová), která se k nelibosti svého manžela Ladi (Bolek Polívka) začíná zajímat o alternativní medicínu.
Film byl českým kandidátem na Oscara v kategorii nejlepší cizojazyčný film, nominován ale nebyl.

## Výroba
Film se natáčel v Napajedlích, v Krajské nemocnici Tomáše Bati ve Zlíně, v Žítkové či v Jalubí.

## Účast na festivalech
V letech 2015 a 2016 byl film uveden na třech desítkách festivalů, svoji cestu začal v jihokorejském Pusanu a v izraelské Haifě, byl také součástí přehlídek v Lucembursku, Španělsku, ve Francii, Egyptě, Estonsku či Chorvatsku. Dalšími zeměmi byla například Itálie, Německo, Polsko, Slovinsko, Maďarsko či USA. Režisér Slávek Horák s filmem také objel Spojené státy v rámci projektu Czech That Film.

## Obsazení
| Alena Mihulová     | zdravotní sestra Vlasta |
| Bolek Polívka      | manžel Laďa             |
| Tatiana Vilhelmová | mladá Hanáčková         |
| Zuzana Kronerová   | léčitelka Miriam        |
| Sára Venclovská    | Marcela                 |
| Marián Mitaš       | mladý doktor            |
| Helena Čermáková   | Plaširybová             |
| Ivan Řehák         | Hlavica                 |
| Jan Leflík         | dělník Mira             |
| Pavel Leicman      | Hanáček                 |
| Daniela Gudabová   | Knížová                 |
| Slávek Horák       | Robert                  |
| Mikuláš Křen       | Mikuláš Lapčík          |

## Ocenění
Film získal pět nominací v Cenách české filmové kritiky (nejlepší film, režie, scénář, ženský herecký výkon pro Alenu Mihulovou a objev roku pro Slávka Horáka), Alena Mihulová ocenění získala. V cenách Český lev získal devět nominací (film, režie, scénář, kamera, střih, ženský herecký výkon v hlavní roli pro Alenu Mihulovou, mužský herecký výkon v hlavní roli pro Bolka Polívku a ženský herecký výkon ve vedlejší roli pro Tatianu Vilhelmovou i Zuzanu Kronerovou), nominaci proměnila opět Alena Mihulová. Ta také získala cenu pro nejlepší herečku na 50. ročníku Mezinárodního filmového festivalu Karlovy Vary 2015, stejnou cenu obdržela na Mezinárodním filmovém festivalu v americkém Palm Springs , na mezinárodním Neisse Film Festivalu či od české akademie distributorů NASK. Na Phoenix Film Festivalu získal film cenu World Cinema Best Picture. Dále získal Zvláštní uznání na festivalu ve francouzské Arrasu, Cenu mladého publika ve španělském Valladolidu, Cenu kinodistributorů v německém Mannheimu, Cenu pro 2. nejlepší film v italském Bergamu nebo Zvláštní uznání na festivalu Finále Plzeň. Režisér Slávek Horák byl americkým magazínem Variety vybrán mezi 10 nejzajímavějších nových tváří režie z celého světa v rámci 10 Directors to Watch.

## Recenze
- František Fuka, FFFilm  Domácí péče
- Rimsy, MovieZone.cz  Jak dopadl nový film s Bolkem Polívkou?
- Martin Staněk, Totalfilm.cz  Domácí péče – víc takových debutů!
- Mirka Spáčilová, iDNES.cz  Herecké umírání sbírá ceny a teď posílí i Domácí péči
- Jan Vohralík, Filmserver.cz Domácí péče aneb o smrti pěkně zvesela
- Jan Gregor, Aktuálně.cz Domácí péče oživuje naději v umírající český film